# Resistentieorkest

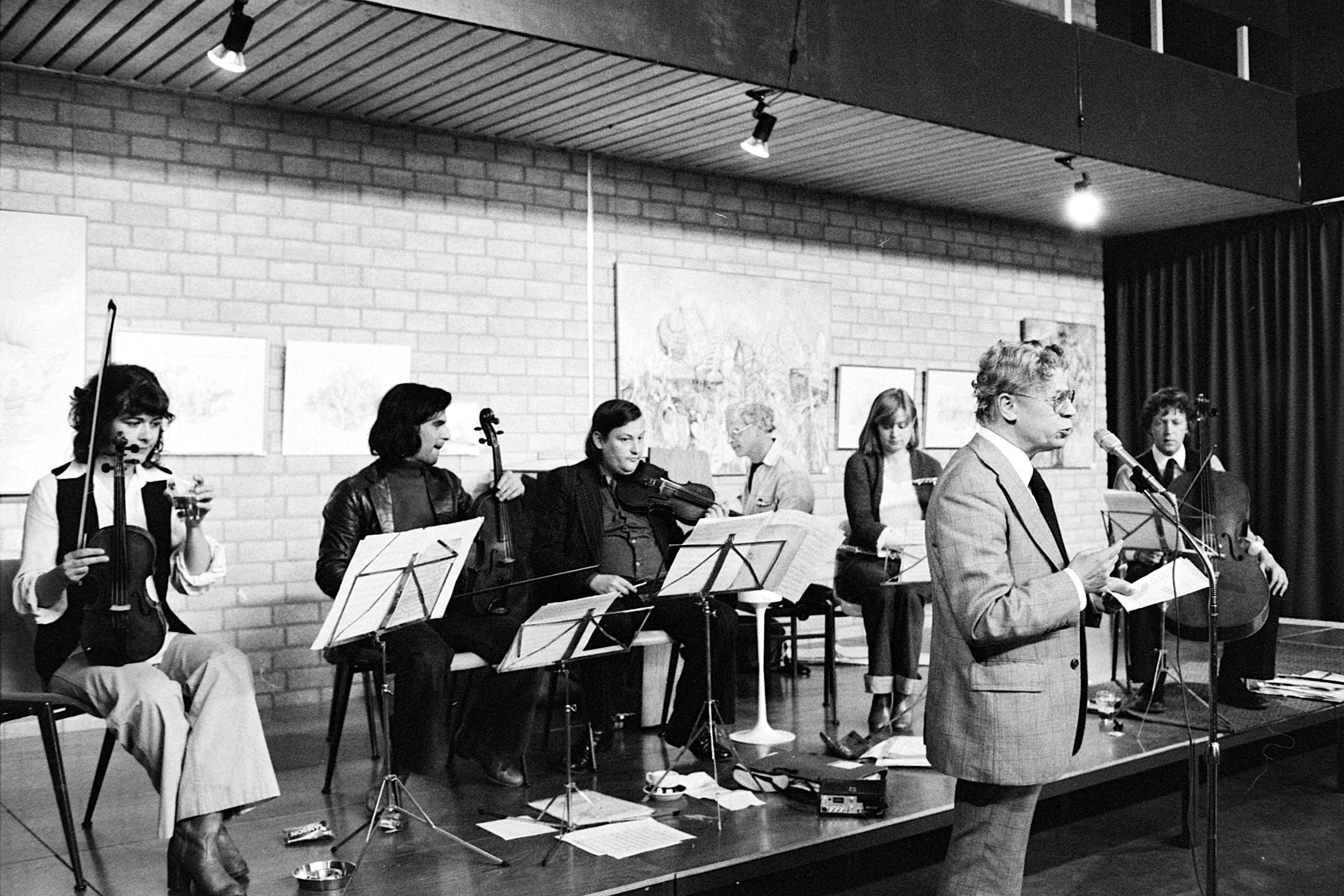
Optreden van het Resistentie orkest met Drs. P in 1977.

Het Resistentieorkest was een Amsterdams kamermuziekensemble, dat bestond van 1968 tot 1984. Het ensemble speelde vooral alternatieve salonmuziek, onder leiding van Hub Mathijsen en met Carel Alphenaar als aankondiger.
Officieel werd het Resistentieorkest opgericht op 16 oktober 1968. In de provotijd kwamen er veel alternatieve figuren bij elkaar op verschillende plekken in Amsterdam, en zo ook bij Café Hoppe op het Spui. De violist Hub Mathijsen, de kunstenaar Theo Kley en de tandarts-kunstenaar Max Reneman ontmoetten elkaar daar en vonden elkaar in een afkeer van de gevestigde kunst en een voorkeur voor onconventionele projecten. Zij richtten in 1968 het Eksoties Kietsj Konservatorium op en een jaar later de Insektensekte. Daar kwam na verloop van tijd ook nog het Deskundologies Laboratorium bij.

## Salonmuziek
Hub Mathijsen en zijn oudere broer Joost, psychiater en amateur-pianist, speelden bij optredens van het Kietsj Konservatorium salonmuziek. Bij de kern, Joost (piano) en Hub (viool) kwamen andere instrumenten: cello (Carel Alphenaar), tweede viool (Sabeth Pieterson), fluit (Mart Benders). Hub Mathijsen bespeelde ook de violofoon, een viool zonder klankkast, maar met een membraan en een metalen toeter, die een indringend weemoedig geluid voortbracht. Carel Alphenaar, dramaturg bij Toneelgroep Centrum, verzorgde de aankondigingen. Zijn ironische commentaar bij de salonnummers werd een kenmerk van het Resistentieorkest, zoals de groep zich op een gegeven moment ging noemen als parodie op het Residentie Orkest. Het ensemble werd uitgebreid met pianist Chaim Levano die Joost Mathijsen verving en met violist-altviolist Ernest Spits. Regelmatig speelden ook andere muzikanten mee: Else Krieg, Leonore Pameijer, Erik Kromhout, Joan Berkhemer, Daniël Esser, Paul Prenen, Leo van Doeselaar.

## Populariteit
Vanaf de jaren 1972/72 nam de populariteit van het Resistentieorkest een hoge vlucht. Het ensemble trad op met het populaire zangduo The Sissies - de gezusters Dorine en Gerrie van der Klei - ze gaven nachtconcerten in het Shaffy Theater (Felix Meritis) en verzorgden tientallen zondagse koffieconcerten in het land. Het Resistentieorkest ging zich ook toeleggen op muziek bij stomme films, waarbij Carel Alphenaar de rol van explicateur op zich nam en Hub Mathijsen de muziek bij de film koos. Daarvoor deed hij uitgebreid research naar bijzondere films en eventueel bestaande muziekscenario’s daarbij. Het Resistentieorkest trad met deze programma's op in de bioscoop The Movies op de Amsterdamse Haarlemmerdijk, de voormalige Hollandia-bioscoop die overgenomen was door Pieter Goedings, de voorman van het alternatieve arthouse-filmcircuit.
In februari 1975 verscheen de eerste commerciële plaat van het Resistentieorkest, uitgebracht door CNR te Leiden. In totaal zijn er vier elpees van en met het orkest verschenen. De eerste was een eigen productie van de Insektensekte, de tweede is de CNR-uitgave, een andere plaat is een productie met drs. P, met wie ook een televisieshow opgenomen is en de vierde is een registratie van de Nelson revue uit 1982, die recent ook op CD uitgebracht is.

## Haagse Kringen
Vanaf 1975 werd het Resistentieorkest huisorkest van het politieke tv-programma Haagse Kringen van de VARA, gepresenteerd door coryfeeën als Joop van Tijn, Koos Postema, Harry van Wijnen en Philip Freriks. In dit maandelijkse televisieprogramma vond het gesprek met de minister-president plaats, maar werden ook andere ministers en politici aan de tand gevoeld. De rol van het orkest was om sprekers die te lang aan het woord bleven met een zacht ingezet maar allengs luider wordend muziekje te overstemmen. Haagse Kringen heeft gelopen tot en met 1979.

## Nelson Revue
In 1982 trad het Resistentieorkest op met de Revue ‘Alles kommt einmal wieder'. Dit was een reconstructie van de revue zoals die door Rudolf Nelson, de Berlijnse cabaretier, in 1933 na zijn vlucht uit Duitsland op de planken gebracht werd in Amsterdam. Research voor de Nelson Revue was gedaan door kapelmeester Hub Mathijsen en cabarethistoricus Jacques Klöters.

## Navolging en einde
Inmiddels was de salonmuziek door het optreden van het Resistentieorkest weer zo populair geworden dat er zich overal in het land salonensembles formeerden: Ernö Olah, concertmeester van het Metropole Orkest richtte Salonorkest Trocadero op, in Groningen vormden leden van het Noordelijk Philharmonisch Orkest Salonorkest Pluche en in Maastricht begon, André Rieu jr., met het Maastrichts Salonorkest zijn carrière in de licht klassieke wereld. Het Resistentieorkest hield het op een gegeven moment voor gezien. Alternatief was het ensemble niet meer, en de onderlinge wrijvingen namen toe.